# جونا اسکانالان
جونا اسکانالان (به انگلیسی: Joanna Scanlan) (زاده ۱۹۶۱) بازیگر انگلیسی است.
از فیلم‌های معروف او می‌توان به بازی در فیلم گرد ستاره و چگونه یک دختر درست کنیم اشاره کرد.